# Биннс, Эдвард
Эдвард Биннс (англ. Edward Binns), полное имя Эдвард Томас Биннс (англ. Edward Thomas Binns); 12 сентября 1916 года — 4 декабря 1990 года) — американский актёр театра, кино и телевидения 1940—1980-х годов.
Биннс снимался в таких известных фильмах, как «По ту сторону разумного сомнения» (1956), «12 разгневанных мужчин» (1957), «На север через северо-запад» (1959), «Насилие» (1959), «Нюрнбергский процесс» (1961), «Система безопасности» (1964), «Американизация Эмили» (1964), «Паттон» (1970), «Ночные ходы» (1975) и «Вердикт» (1982).
На телевидении Биннс играл главную роль в полицейском сериале «Бреннер» (1959—1964), а также постоянные роли в сериалах «Медсёстры» (1962—1964) и «Требуется вор» (1969—1970).

## Ранние годы жизни
Эдвард Биннс родился 12 сентября 1916 года в Филадельфии в семье квакеров.
Он окончил Университет штата Пенсильвания, после чего с 1937 года начал актёрскую карьеру в театре Кливленда. Затем год Биннс проработал актёром и режиссёром в англоязычном театре Рan-American в Мехико, после чего преподавал и ставил спектакли в Театре Университета Пенсильвании.
В 1942 году Биннс пошёл в армию, где служил в ВВС. Он прошёл подготовку на офицерских курсах, после чего получил назначение на азиатско-тихоокеанский фронт в качестве офицера по вооружениям

## Театральная карьера
После Второй мировой войны Биннс добился заметного успеха на Бродвее. В 1947 году он стал одним из членов знаменитой Актёрской студии в Нью-Йорке. Первым успехом Биннса на Бродвее стала хитовая военная драма «Командное решение» (1947), где он сыграл преданного делу младшего армейского офицера. Год спустя он удостоился «блестящих отзывов» за главную роль в спектакле в спектакле «Пляж на закате» (1948) с Джули Харрис. Он также сыграл на Бродвее в спектаклях «Детективная история» (1949—1950), «Пер Гюнт» (1951), «Калигула» (1960) и «Призраки» (1982). Кроме того, многие годы Биннс играл на сценах различных региональных театров. В частности, в 1956 году он гастролировал с Джули Харрис со спектаклем «Жаворонок», а в 1958 году играл на западном побережье в спектакле «Вид с моста».

## Карьера в кинематографе
Биннс дебютировал в кино в послевоенной драме Фреда Циннемана «Тереза» (1951), где сыграл небольшую роль сержанта. Год спустя он исполнил роль детектива полиции в фильме нуар «Без предупреждения!» (1952). Как написал современный историк кино Деннис Шварц, это был «увлекательный небольшой фильм нуар, который снят в полудокументальном стиле». По словам Шварца, в этой картине «лейтенант Пит Хэмилтон (Биннс) и сержант Дональд Уорд (Харлан Уорд) отрабатывают малейшие зацепки, грамотно используя результаты работы криминалистов, полицейского психиатра, женщин-полицейских под прикрытием и многочисленные обходы возможных свидетелей, чтобы выследить ускользающего убийцу». Режиссёр этого фильма Арнольд Лейвен пригласил Биннса и в свою следующую картину, фильм нуар «Полиция нравов» (1953), дав ему одну из ключевых ролей главаря преступной банды, готовящей ограбление банка. Кинообозреватель «Нью-Йорк таймс» Энтони Вейлер, который в целом сдержанно оценил картину, тем не менее положительно отозвался об актёрской игре, выделив среди прочих и Биннса. В фильме нуар «По ту сторону разумного сомнения» (1956) Биннс сыграл детектива полиции, который рассказывает знакомому журналисту подробности дела об убийстве, давая ход сюжету фильма. В своём следующем фильме нуар «Алый час» (1956) Биннс снова был детективом, который расследует дело об измене, ограблении, ревности, мести и убийстве. Современный кинокритик Гэри Дин среди прочих актёров этого фильма отметил и работу Биннса.
Наибольший успех среди фильмов Биннса выпал, вероятно, на долю судебной драмы Сидни Люмета «12 разгневанных мужчин» (1957), действие который происходит в комнате присыжных, которые обсуждают вердикт молодому парню, обвиняемому в убийстве отца. В этой картине Биннс сыграл важную роль обычного человека, маляра, положительного, но не лишённого предрассудков, который в решающий момент дискуссии выступает против обвинительного приговора. Фильм был удостоен трёх номинаций на «Оскар», в том числе, как лучший фильм и лучшему режиссёру.

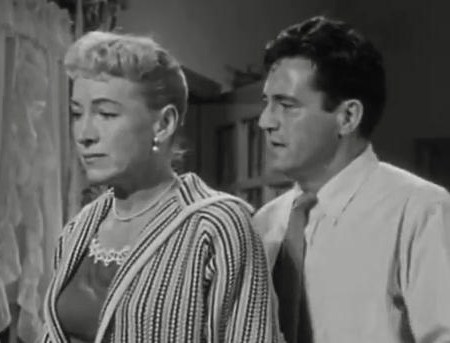
Кадр из трейлера фильма «Разоблачение в Портленде» (1957)

В 1957 году в фильме нуар «Разоблачение в Портленде» (1957) Биннс сыграл главную роль владельца забегаловки, который оказывается в центре противостояния между двумя бандами, ведущими борьбу за контроль над профсоюзами в 1940-е годы. Обозреватель «Нью-Йорк таймс» дал фильму сдержанную оценку, назвав «стандартной криминальной мелодрамой», которой «не хватает ни документальной правды, ни драматического воздействия», несмотря на стремление создателей связать её с проходившими в то время разоблачениями в сфере организованной преступности.

В 1959 году Биннс сыграл небольшую роль капитана полиции в триллере Альфреда Хичкока «На север через северо-запад» (1959) и репортёра в психологической криминальной драме Ричарда Флейшера «Насилие» (1959). В 1961 году у Биннса была небольшая роль американского сенатора в послевоенной судебной драме Стенли Крамера «Нюрнбергский процесс» (1961). Фильм был номинирован на 11 «Оскаров», в том числе как лучший фильм, завоевав две награды. 

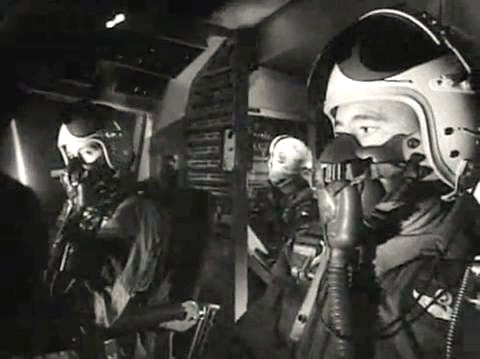
Кадр из трейлера фильма «Система безопасности» (1964)

 Одной из лучших ролей Биннса стала роль в антивоенном фильме Сидни Люмета «Система безопасности» (1964), где он сыграл полковника Грейди, командира группы американских бомбардировщиков, один из которых преодолел советскую систему ПВО и наносит ядерный удар по Москве.
Свою следующую значимую роль Биннс сыграл в биографической военной драме «Паттон» (1970) с Джорджем К. Скоттом в заглавной роли знаменитого американского генерала. В этой картине, которая была удостоена семи «Оскаров», включая награду как лучший фильм, Биннс предстал в образе властного генерал-майора Уолтера Биделла Смита.
Среди последующих фильмов Биннса наиболее значимыми были криминальный триллер Артура Пенна «Ночные ходы» (1975) с Джином Хэкманом в главной роли частного сыщика, где Биннс сыграл важную роль координатора группы голливудских каскадёров, вовлечённого в контрабанду произведений искусства. Последним крупным фильмом Биннса стала судебная драма Люмета «Вердикт» (1982) с Полом Ньюманом в главной роли, где Биннс сыграл роль епископа Брофи, который хочет замять скандал, предотвратив судебное рассмотрение дела против авторитетной католической больницы. Фильм был номинирован на пять «Оскаров».

## Карьера на телевидении
С 1948 года Биннс стал работать на телевидении, «сыграв в 1950-е годы в сотнях телеспектаклей, снимавшихся в прямом эфире».
Самой значительной работой Биннса на телевидении стала главная роль опытного детектива, наставляющего своего сына-новичка на грязных улицах Нью-Йорка, в полицейском сериале «Бреннер». Этот сериал шёл на канале CBS с 1959 по 1964 год. В 1962—1964 годах в нескольких эпизодах медицинского сериала «Медсёстры» (1962—1964) Биннс играл роль врача средних лет, который увлечён старшей медсестрой, являющейся главной героиней сериала (Шири Конуэй). Позднее Биннс играл постоянную роль в криминальном сериале «Требуется вор» (1969—1970), где он был агентом правительственной секретной службы, под руководством которого бывший профессиональный вор (Роберт Вагнер) начинает работать на американское правительство.
Биннс также сыграл в отдельных эпизодах таких популярных сериалов, так «Опасность» (1951—1954, 7 эпизодов), «Телевизионный театр „Крафта“» (1953—1958, 8 эпизодов), «Альфред Хичкок представляет» (1957), «Дымок из ствола» (1957), «Команда М» (1957), «Есть оружие — будут путешествия» (1957), «Ричард Даймонд, частный детектив» (1958), «Письмо к Лоретте» (1958), «Театр Зейна Грея» (1958—1961, 2 эпизода), «Сумеречная зона» (1960—1964, 2 эпизода), «Перри Мейсон» (1961, 2 эпизода), «Защитники» (1961—1964, 4 эпизода), «Караван повозок» (1961—1964, 3 эпизода), «Доктор Килдэр» (1961—1966, 5 эпизодов), «Неприкасаемые» (1963), «Виргинец» (1964—1970, 4 эпизода), «Макклауд» (1974) и «Полицейская история» (1975—1976, 3 эпизода).
Запоминающийся голос Биннса звучал также в сотнях рекламных клипов по телевидению и радио.

## Актёрское амплуа и оценка творчества
Как написал обозреватель «Нью-Йорк таймс» Питер Б. Флинт, «Биннс был сильным актёром с сиплым голосом, который на протяжении 40 лет создал десятки образов влиятельных людей и персонажей из рабочего класса» Он был разносторонним «характерным актёром, роли которого находились в диапазоне от теледетективов до классических персонажей». По словам Мовиса, Биннс был «характерным актёром со осипшим голосом, исполнявшим роли властных и авторитарных персонажей». Его специализацией были «серьёзные и упорные детективы или парни в униформе». По словам Хэла Эриксона, «Биннс обладал двумя качествами, которых не хватало многим его современникам — он всегда был надёжным и всегда был убедительным».
Биннс сыграл в четырёх фильмах режиссёра Сидни Люмета — «12 разгневанных мужчин» (1957), «Система безопасности» (1964), «Любя Молли» (1974) и «Вeрдикт» (1982), а также в четырёх фильмах, номинированных на «Оскар» как лучшая картина — «12 разгневанных мужчин» (1957), «Нюрнбергский процесс» (1961), «Паттон» (1970) и «Вeрдикт» (1982), при этом «Паттон» завоевал эту награду.

## Личная жизнь
Эдвард Биннс был женат трижды. С первой женой Кэтрин Дэйн он зарегистрировал брак в 1942 году, и у них было двое детей — Нэнси (1948) и Джуди (1952). Второй раз Биннс вступил в брак в 1956 году с Марсией Лежер. В 1957 году у пары родилась дочь Бриджет, однако в 1984 году брак закончился разводом. С 1984 года и вплоть до своей смерти в 1990 году Биннс был женат на актрисе Элизабет Франц.

## Смерть
Эдвард Биннс умер 4 декабря 1990 года в Брюстере, штат Нью-Йорк, в возрасте 74 лет от сердечного приступа в тот момент, когда его жена Элизабет Франц везла его из Нью-Йорка в их дом в Уоррене, Коннектикут. Помимо жены у него остались три дочери и пять внучек.

## Фильмография
| Год         |     | Русское название                       | Оригинальное название                  | Роль                                 |
| ----------- | --- | -------------------------------------- | -------------------------------------- | ------------------------------------ |
| 1948        | с   | Актерская студия                       | Actor's Studio                         | доктор (1 эпизод)                    |
| 1950—1954   | с   | Саспенс                                | Suspense                               | разные роли (3 эпизода)              |
| 1951        | ф   | Тереза                                 | Teresa                                 | сержант Браун                        |
| 1951        | с   | Пулитцеровский театр                   | Pulitzer Prize Playhouse               | (1 эпизод)                           |
| 1951—1952   | с   | Сеть                                   | The Web                                | (2 эпизода)                          |
| 1951—1954   | с   | Опасность                              | Danger                                 | разные роли (7 эпизодов)             |
| 1951—1955   | с   | Важный материал                        | The Big Story                          | разные роли (2 эпизода)              |
| 1952        | ф   | Без предупреждения!                    | Without Warning!                       | лейтенант Пит Хэмилтон               |
| 1952        | с   | Полицейская история                    | Police Story                           | (1 эпизод)                           |
| 1952        | с   | Зал славы «Холлмарка»                  | Hallmark Hall of Fame                  | (2 эпизода)                          |
| 1952—1954   | с   | Роберт Монтгомери представляет         | Robert Montgomery Presents             | разные роли (4 эпизода)              |
| 1952—1955   | с   | Первая студия                          | Studio One                             | разные роли (2 эпизода)              |
| 1952—1955   | с   | Видеотеатр «Люкс»                      | Lux Video Theatre                      | разные роли (2 эпизода)              |
| 1953        | ф   | Полиция нравов                         | Vice Squad                             | Эл Баркис                            |
| 1953        | с   | Доктор                                 | The Doctor                             | (2 эпизода)                          |
| 1953        | с   | Пентагон, США                          | Pentagon U.S.A.                        | (1 эпизод)                           |
| 1953        | с   | Джозеф Шилдкраут представляет          | Joseph Schildkraut Presents            | (1 эпизод)                           |
| 1953—1955   | с   | Телевизионный театр «Крафта»           | Kraft Television Theatre               | разные роли (3 эпизода)              |
| 1953—1955   | с   | Театр звёзд «Шлитц»                    | Schlitz Playhouse of Stars             | разные роли (2 эпизода)              |
| 1953—1955   | с   | Телевизионный театр Goodyear           | Goodyear Television Playhouse          | (3 эпизода)                          |
| 1953—1955   | с   | Омнибус                                | Omnibus                                | (3 эпизода)                          |
| 1953—1955   | с   | Вы – там                               | You Are There                          | разные роли (4 эпизода)              |
| 1953—1958   | с   | Телевизионный театр «Крафта»           | Kraft Television Theatre               | разные роли (8 эпизодов)             |
| 1954        | с   | Святая святых                          | Inner Sanctum                          | (4 эпизода)                          |
| 1954        | с   | Светильник у моих ног                  | Lamp Unto My Feet                      | (1 эпизод)                           |
| 1954—1955   | с   | Час «Юнайтед Стейтс Стил»              | The United States Steel Hour           | разные роли (4 эпизода)              |
| 1955        | с   | Час «Элджин»                           | The Elgin Hour                         | Чарли Фербер (1 эпизод)              |
| 1955        | с   | Кульминация                            | Climax!                                | лейтенант Льюис (1 эпизод)           |
| 1955        | с   | Мистер Ситизен                         | Mr. Citizen                            | Харли Джей Ли (1 эпизод)             |
| 1955        | с   | Звезда сегодня вечером                 | Star Tonight                           | Рой (1 эпизод)                       |
| 1955        | с   | Телевизионный театр «Филко»            | The Philco Television Playhouse        | (2 эпизода)                          |
| 1955        | с   | Большой город                          | Big Town                               | Сэм Блейн (1 эпизод)                 |
| 1955—1956   | с   | Звёздная сцена                         | Star Stage                             | разные роли (2 эпизода)              |
| 1955—1957   | с   | Военно-морской журнал                  | Navy Log                               | разные роли (2 эпизода)              |
| 1956        | ф   | Образцы                                | Patterns                               | оператор лифта                       |
| 1956        | ф   | Алый час                               | The Scarlet Hour                       | сержант Аллен                        |
| 1956        | ф   | По ту сторону разумного сомнения       | Beyond a Reasonable Doubt              | лейтенант Кеннеди                    |
| 1956        | ф   | 12 разгневанных мужчин                 | 12 Angry Men                           | присяжный №6                         |
| 1956        | с   | Первый ряд по центру                   | Front Row Center                       | (1 эпизод)                           |
| 1956        | с   | Правосудие                             | Justice                                | Рэнкин (1 эпизод)                    |
| 1956        | с   | Семья Фишеров                          | The Fisher Family                      | Винтерс (1 эпизод)                   |
| 1956—1957   | с   | Час «Алкоа»                            | The Alcoa Hour                         | разные роли (2 эпизода)              |
| 1957        | ф   | Разоблачение в Портленде               | Portland Exposé                        | Джордж Мэдисон                       |
| 1957        | ф   | Молодой и опасный                      | Young and Dangerous                    | доктор Прайс                         |
| 1957        | с   | Дымок из ствола                        | Gunsmoke                               | Билл Стэпп (1 эпизод)                |
| 1957        | с   | Альфред Хичкок представляет            | Alfred Hitchcock Presents              | мистер Браун (1 эпизод)              |
| 1957        | с   | Конфликт                               | Conflict                               | (1 эпизод)                           |
| 1957        | с   | Есть оружие – будут путешествия        | Have Gun - Will Travel                 | Натаниел Бичер (1 эпизод)            |
| 1957        | с   | Команда М                              | M Squad                                | Уолли Гарднер (1 эпизод)             |
| 1957—1958   | с   | Подозрение                             | Suspicion                              | разные роли (2 эпизода)              |
| 1957—1958   | с   | Дневной спектакль                      | Matinee Theatre                        | (2 эпизода)                          |
| 1957—1958   | с   | Вертолёты                              | Whirlybirds                            | разные роли (2 эпизода)              |
| 1957—1960   | с   | Театр Goodyear                         | Goodyear Theatre                       | разные роли (2 эпизода)              |
| 1957—1960   | с   | Театр «Алкоа»                          | Alcoa Theatre                          | разные роли (2 эпизода)              |
| 1958        | с   | Цель                                   | Target                                 | Козден (1 эпизод)                    |
| 1958        | с   | Стрелок                                | The Rifleman                           | Кили Томпсон (1 эпизод)              |
| 1958        | с   | Телефонное время                       | Telephone Time                         | Брэзиер (1 эпизод)                   |
| 1958        | с   | Письмо к Лоретте                       | Letter to Loretta                      | губернатор Джим Пирсон (1 эпизод)    |
| 1958        | с   | Тонкий человек                         | The Thin Man                           | Гарри Деккер (1 эпизод)              |
| 1958        | с   | Ричард Даймонд, частный детектив       | Оригинальное название неизвестно       | лейтенант Ларраби (1 эпизод)         |
| 1958        | с   | Суд последней надежды                  | The Court of Last Resort               | Мелвин Кресслер (1 эпизод)           |
| 1958—1961   | с   | Театр Зейна Грея                       | Zane Grey Theater                      | разные роли (2 эпизода)              |
| 1959        | ф   | Насилие                                | Compulsion                             | Том Дэйли                            |
| 1959        | ф   | Человек в сети                         | The Man in the Net                     | капитан полиции штата Грин           |
| 1959        | ф   | Проклятие мертвецов                    | Curse of the Undead                    | шериф                                |
| 1959        | ф   | На север через северо-запад            | North by Northwest                     | капитан Джанкет                      |
| 1959        | с   | Специальный агент 7                    | Special Agent 7                        | Груман (2 эпизода)                   |
| 1959        | с   | Полицейский штата                      | State Trooper                          | разные роли (2 эпизода)              |
| 1959—1964   | с   | Бреннер                                | Brenner                                | Рой Бреннер (19 эпизодов)            |
| 1960        | ф   | Чертовка в розовом трико               | Heller in Pink Tights                  | шериф Эд Маклейн                     |
| 1960        | ф   | Страсть в пыли                         | Desire in the Dust                     | Люк Коннетт                          |
| 1960        | с   | Детективы                              | The Detectives                         | лейтенант Берт Уокер (1 эпизод)      |
| 1960        | с   | Шаг за грань                           | One Step Beyond                        | Фред Грэм (1 эпизод)                 |
| 1960        | с   | Акванавты                              | The Aquanauts                          | Эд Бэррон (1 эпизод)                 |
| 1960        | с   | Вне закона                             | Outlaws                                | Сэм Деккер (1 эпизод)                |
| 1960        | с   | Театр «Армстронга»                     | Armstrong Circle Theatr                | Росс (1 эпизод)                      |
| 1960 — 1963 | с   | Шоссе 66                               | Route 66                               | разные роли (2 эпизода)              |
| 1960—1964   | с   | Сумеречная зона                        | The Twilight Zone                      | разные роли (2 эпизода)              |
| 1961        | ф   | Нюрнбергский процесс                   | Judgment at Nuremberg                  | сенатор Бёркетт                      |
| 1961        | с   | Перри Мейсон                           | Perry Mason                            | разные роли (2 эпизода)              |
| 1961—1964   | с   | Караван повозок                        | Wagon Train                            | разные роли (3 эпизода)              |
| 1961        | с   | Помощник шерифа                        | The Deputy                             | Шед Биллингс (1 эпизод)              |
| 1961        | с   | Шоу «Дюпон» с Дун Эллисон              | The DuPont Show with June Allyson      | полковник Роберт Болдвин (1 эпизод)  |
| 1961        | с   | Триллер                                | Thriller                               | лейтенант Гиддеон (1 эпизод)         |
| 1961        | с   | Асфальтовые джунгли                    | The Asphalt Jungle                     | сержант Джордж Костелло (1 эпизод)   |
| 1961        | с   | Следователи                            | The Investigators                      | Джим Корбин (1 эпизод)               |
| 1961        | с   | Дилижанс на запад                      | Stagecoach West                        | отец Халлетт (1 эпизод)              |
| 1961—1964   | с   | Защитники                              | The Defenders                          | разные роли (4 эпизода)              |
| 1961—1966   | с   | Доктор Килдэр                          | Dr. Kildare                            | Питер Де Гравио (5 эпизодов)         |
| 1962        | ф   | Общественное дело                      | A Public Affair                        | сенатор Фред Бейнс                   |
| 1962        | ф   | Приключения молодого человека          | Hemingway's Adventures of a Young Man  | Брейкман                             |
| 1962        | с   | Театр «Дженерал Электрик»              | General Electric Theater               | Гарри Уилсон (1 эпизод)              |
| 1962        | с   | Закон и мистер Джонс                   | The Law and Mr. Jones                  | Род Хауэлл (1 эпизод)                |
| 1962        | с   | Сотня Кейна                            | Cain's Hundred                         | капитан Эрнест Лемойн (1 эпизод)     |
| 1962        | с   | Новое поколение                        | The New Breed                          | Крафтс (1 эпизод)                    |
| 1962        | с   | Святые и грешники                      | Saints and Sinners                     | Джорд Хаули (1 эпизод)               |
| 1962        | с   | Стоуни Берк                            | Stoney Burke                           | Джо Галлион (1 эпизод)               |
| 1962        | с   | Шах и мат                              | Checkmate                              | Хэрл Стоунер (1 эпизод)              |
| 1963        | с   | Дакоты                                 | The Dakotas                            | Арли Гиббс (1 эпизод)                |
| 1963        | с   | Самый маленький бродяга                | The Littlest Hobo                      | лейтенант Кимболл (1 эпизод)         |
| 1963        | с   | Дни в Долине Смерти                    | Death Valley Days                      | Джеймс Хаули (1 эпизод)              |
| 1963        | с   | Неприкасаемые                          | The Untouchables                       | разные роли (2 эпизода)              |
| 1963        | с   | Шоу Дика Пауэлла                       | The Dick Powell Show                   | разные роли (2 эпизода)              |
| 1963—1964   | с   | Медсёстры                              | The Nurses                             | доктор Энсон Кайли (3 эпизода)       |
| 1963—1965   | с   | Беглец                                 | The Fugitive                           | разные роли (3 эпизода)              |
| 1964        | ф   | Система безопасности                   | Fail Safe                              | полковник Грейди                     |
| 1964        | ф   | Американизация Эмили                   | The Americanization of Emily           | адмирал Томас Хили                   |
| 1964        | с   | В бою                                  | Combat!                                | полковник Джонсон (1 эпизод)         |
| 1964        | с   | Боб Хоуп представляет Театр «Крайслер» | Bob Hope Presents the Chrysler Theatre | капитан Слоун (1 эпизод)             |
| 1964        | с   | Саспенс                                | Suspense                               | (1 эпизод)                           |
| 1964        | с   | Путешествие на дно океана              | Voyage to the Bottom of the Sea        | Уолтер Брайс (1 эпизод)              |
| 1964        | с   | Вертикальный взлёт                     | 12 O'Clock High                        | Клиффорд Моран (1 эпизод)            |
| 1964        | с   | Люди Слэттери                          | Slattery's People                      | представитель Пол Карлсон (1 эпизод) |
| 1964 — 1970 | с   | Виргинец                               | The Virginian                          | разные роли (4 эпизода)              |
| 1965        | с   | Морской путь                           | Seaway                                 | Касл (1 эпизод)                      |
| 1965        | с   | Человек по имени Шинандоа              | A Man Called Shenandoah                | майор Моррисон (1 эпизод)            |
| 1965        | с   | Карен                                  | Karen                                  | Марк (1 эпизод)                      |
| 1965        | с   | Дэниэл Бун                             | Daniel Boone                           | Сет Дженнингс (1 эпизод)             |
| 1966        | ф   | Житель равнин                          | The Plainsman                          | Лэттимер                             |
| 1966        | с   | Одиночка                               | The Loner                              | Манет (1 эпизод)                     |
| 1966        | с   | Синий свет                             | Blue Light                             | майор Трейнор (1 эпизод)             |
| 1966        | с   | Сокол                                  | Hawk                                   | Роджер Золлнер (1 эпизод)            |
| 1967        | ф   | Ливень                                 | Chubasco                               | судья Норт                           |
| 1967        | с   | Беги ради жизни                        | Run for Your Life                      | полковник Дилейни (1 эпизод)         |
| 1967        | с   | Ларедо                                 | Laredo                                 | сержант Ллевелин Дергом (1 эпизод)   |
| 1967        | с   | Тарзан                                 | Tarzan                                 | Педро (2 эпизода)                    |
| 1967        | с   | Голубая диадема                        | Coronet Blue                           | Лайл Сейлер (1 эпизод)               |
| 1967        | с   | Капитан Найс                           | Captain Nice                           | Эл Спенсер (1 эпизод)                |
| 1967—1968   | с   | Интуиция                               | Insight                                | разные роли (3 эпизода)              |
| 1968—1970   | с   | ФБР                                    | The F.B.I.                             | разные роли (2 эпизода)              |
| 1969        | с   | Защитник Джадд                         | Judd for the Defense                   | Амбруаз Листон (2 эпизода)           |
| 1969        | с   | Дикий дикий запад                      | The Wild Wild West                     | полковник Ропер (1 эпизод)           |
| 1969—1970   | с   | Требуется вор                          | It Takes a Thief                       | Уолли Пауэрс (10 эпизодов)           |
| 1970        | ф   | Паттон                                 | Patton                                 | генерал-майор Уолтер Беделл Смит     |
| 1970        | с   | Наименование игры                      | The Name of the Game                   | Дэн Борден (1 эпизод)                |
| 1970        | с   | Бонанза                                | Bonanza                                | Джон Флинт (1 эпизод)                |
| 1970        | с   | Смелые: Сенатор                        | The Bold Ones: The Senator             | Артур Бересфорд (2 эпизода)          |
| 1971        | тф  | Шериф                                  | The Sheriff                            | Паулсен                              |
| 1971        | кор | Сердце-обличитель                      | The Tell-Tale Heart                    | офицер полиции                       |
| 1971        | с   | Айронсайд                              | Ironside                               | Чарли Калвер (1 эпизод)              |
| 1971        | с   | Смелые: Новые доктора                  | The Bold Ones: The New Doctors         | Джим Линч (1 эпизод)                 |
| 1971        | с   | Доктор Саймон Локк                     | Dr. Simon Locke                        | лейтенант Дик Гарр (1 эпизод)        |
| 1972        | тф  | Огненный шар вперёд                    | Fireball Forward                       | командующий корпусом                 |
| 1973        | тф  | Охотник                                | Hunter                                 | Оуэн Ларкдейл                        |
| 1973        | тф  | Первая женщина-президент               | The First Woman President              | Джо Тамалти                          |
| 1973        | с   | Шоу Брайана Кита                       | The Brian Keith Show                   | сержант Маршал Кларк (1 эпизод)      |
| 1973        | с   | Отдел 5-O                              | Hawaii Five-O                          | Миллс (1 эпизод)                     |
| 1974        | ф   | Любя Молли                             | Lovin' Molly                           | мистер Фрай                          |
| 1974        | ф   | Ночные ходы                            | Night Moves                            | Зиглер                               |
| 1976        | ф   | Дневник мертвых                        | Diary of the Dead                      | мистер Макналти                      |
| 1974        | с   | Макклауд                               | McCloud                                | Дикий Билл Хикок (1 эпизод)          |
| 1974        | с   | Кеннон                                 | Cannon                                 | лейтенант Лайл Стейси (1 эпизод)     |
| 1974        | с   | Вертолёт Один                          | Chopper One                            | сержант Лью Саймонс (1 эпизод)       |
| 1975        | с   | Карибе                                 | Caribe                                 | Свонсон (1 эпизод)                   |
| 1975        | с   | Охотник на людей                       | The Manhunter                          | Саймон Эмбер (1 эпизод)              |
| 1975—1976   | с   | Полицейская история                    | Police Story                           | разные роли (3 эпизода)              |
| 1976        | тф  | 20 оттенков розового                   | 20 Shades of Pink                      |                                      |
| 1976        | с   | Женщина-полицейский                    | Police Woman                           | Джон Солвана (1 эпизод)              |
| 1976        | с   | Рыцарь в синем                         | The Blue Knight                        | Хеншоу (1 эпизод)                    |
| 1977        | с   | Чёртова служба в госпитале Мэш         | M*A*S*H                                | генерал Коршак (1 эпизод)            |
| 1977        | с   | Досье детектива Рокфорда               | The Rockford Files                     | Эверет Элтон Бенсон (1 эпизод)       |
| 1977        | с   | Льюкен                                 | Lucan                                  | Марстон (1 эпизод)                   |
| 1978        | ф   | История Оливера                        | Oliver's Story                         | Фил Кавиллери                        |
| 1978        | тф  | Рождество Стабби Прингла               | Stubby Pringle's Christmas             | Ред                                  |
| 1978        | с   | Элис                                   | Alice                                  | Дрисколл (1 эпизод)                  |
| 1979        | тф  | Внутренняя сила                        | The Power Within                       | генерал Том Дэрроу                   |
| 1979        | с   | Однажды классика                       | Once Upon a Classic                    | (1 эпизод)                           |
| 1980        | тф  | Бэттлз: Убийство, которое не умерло    | Battles: The Murder That Wouldn't Die  | Аллан Бэттлз                         |
| 1980        | тф  | Франклин Рузвельт: Последний год       | F.D.R.: The Last Year                  | генерал Па Уотсон                    |
| 1980        | ф   | Пилот                                  | The Pilot                              | Ларри Занофф                         |
| 1982        | ф   | Вердикт                                | The Verdict                            | епископ Брофи                        |
| 1982        | тф  | Конфликт интересов                     | A Conflict of Interest                 | президент Уильям Максвелл            |
| 1984        | с   | Эпопея о Кожаном чулке                 | The Leatherstocking Tales              | сержант Дёрнэм (1 эпизод)            |
| 1986        | ф   | Чего бы это ни стоило                  | Whatever It Takes                      | мистер Кингсли                       |
| 1986        | с   | Уравнитель                             | The Equalizer                          | отец Мартин О'Донохью (1 эпизод)     |
| 1986        | с   | Спенсер                                | Spenser: For Hire                      | Джон Брейди (1 эпизод)               |
| 1988        | ф   | После школы                            | After School                           | монсеньор Фрэнк Барретт              |